# عباویه
عباویه، روستایی از توابع بخش مرکزی شهرستان اهواز در استان خوزستان ایران است.

## جمعیت
این روستا در دهستان اسماعیلیه قرار دارد و براساس سرشماری مرکز آمار ایران در سال ۱۳۹۸ ، جمعیت آن۱۹۱ نفر (۳۱خانوار) بوده‌است.